# Carbondale (Colorado)
Carbondale é uma cidade  localizada no estado americano de Colorado, no Condado de Garfield.

## Demografia
Segundo o censo americano de 2000, a sua população era de 5196 habitantes.
Em 2006, foi estimada uma população de 6013, um aumento de 817 (15.7%).

## Geografia
De acordo com o United States Census Bureau tem uma área de
5,2 km², dos quais 5,2 km² cobertos por terra e 0,0 km² cobertos por água. Carbondale localiza-se a aproximadamente 1916 m acima do nível do mar.

## Localidades na vizinhança
O diagrama seguinte representa as localidades num raio de 40 km ao redor de Carbondale.